# 湖子內路
湖子內路（Huzihnei Rd.）為臺灣嘉義市南北向的聯外道路之一，是聯絡台82線中和交流道的重要道路。北至民生南路，南沿永欽一號橋跨越八掌溪前，以嘉義縣市界為界，銜接嘉義縣中埔鄉的中義路。

## 沿經行政區域
- 西區

## 車道配置
（由北至南）
- 民生南路－健康十三路：雙向各一車道
- 健康十三路－湖美一路與湖美八路：雙向各一車道，並各設有一機慢車道
- 湖美一路與湖美八路－環湖路：雙向各二車道及中央綠化安全島，並各設有一機慢車道（內線車道禁行機慢車）

## 沿線設施
（由北至南）
- 嘉義市垃圾焚化廠 （页面存档备份，存于）（741號）